# Luoyi (Sichuan)
Luoyi (kinesiska: 罗依乡, 罗依) är en socken i Kina. Den ligger i provinsen Sichuan, i den sydvästra delen av landet, omkring 280 kilometer norr om provinshuvudstaden Chengdu. Antalet invånare är 2 261. Befolkningen består av 1 062 kvinnor och 1 199 män. Barn under 15 år utgör 20,0 %, vuxna 15-64 år 70 %, och äldre över 65 år 9,0 %.
Genomsnittlig årsnederbörd är 797 millimeter. Den regnigaste månaden är maj, med i genomsnitt 148 mm nederbörd, och den torraste är januari, med 5 mm nederbörd.